# Wilhelm Groener

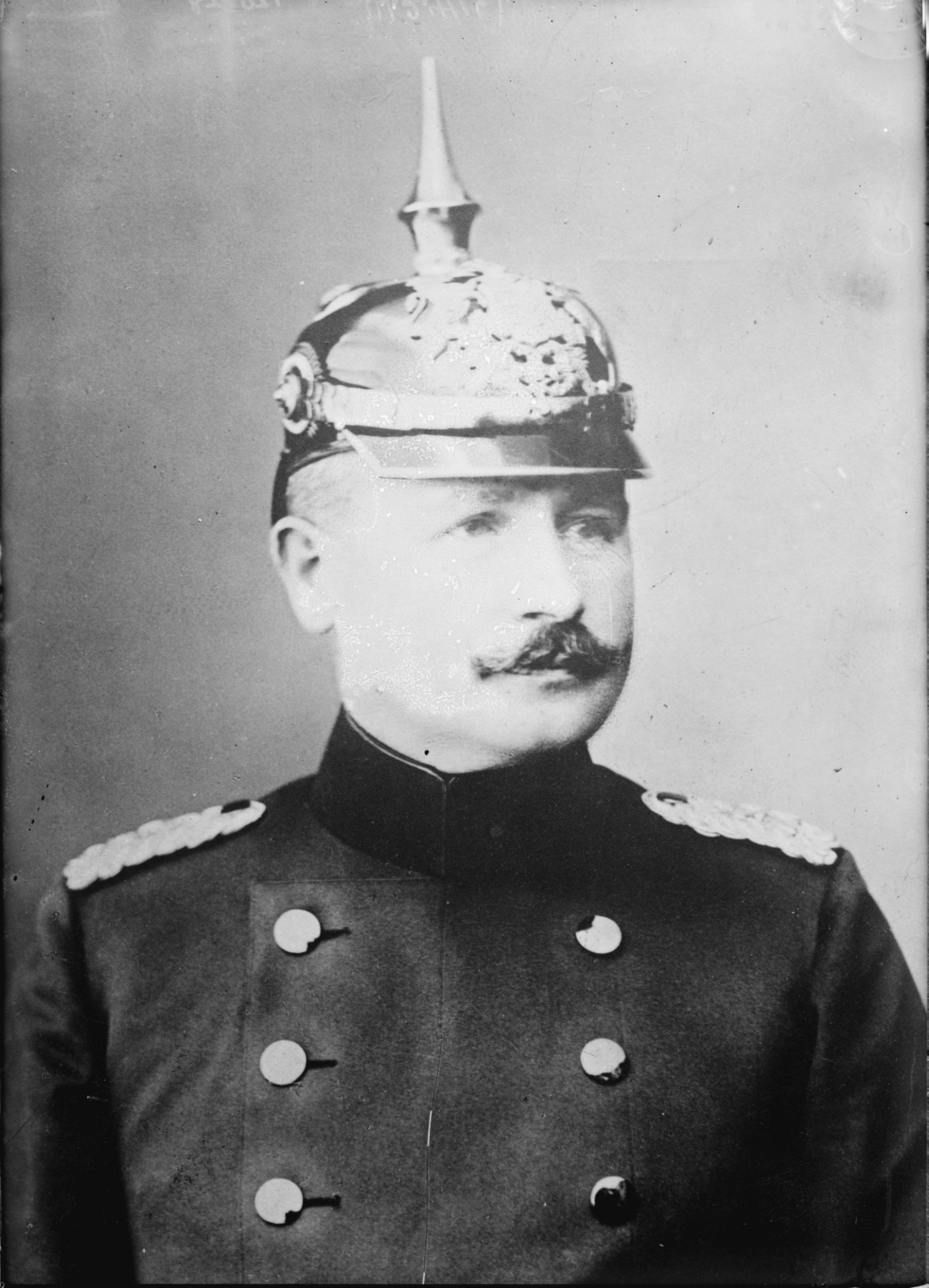
Wilhelm Groener.

Karl Eduard Wilhelm Groener (22 de noviembre de 1867-3 de mayo de 1939) fue un militar y político alemán.

## Biografía
Nacido en una familia de Ludwigsburg, Wurtemberg, su padre era el oficial de un regimiento. En 1884 se alistó en el ejército de Wurtemberg y de 1893 a 1897 asistió a la academia militar, en la que fue asignado al personal general. Por los siguientes diecisiete años, fue asignado a la sección de ferrocarriles, convirtiéndose en su director en 1912. En noviembre de 1916 fue ascendido al ministerio de guerra de Prusia como diputado y estuvo a cargo de la producción de guerra. En agosto de 1917 Groener tomó el mando de una campaña en Ucrania .

## Groener el gestor brillante

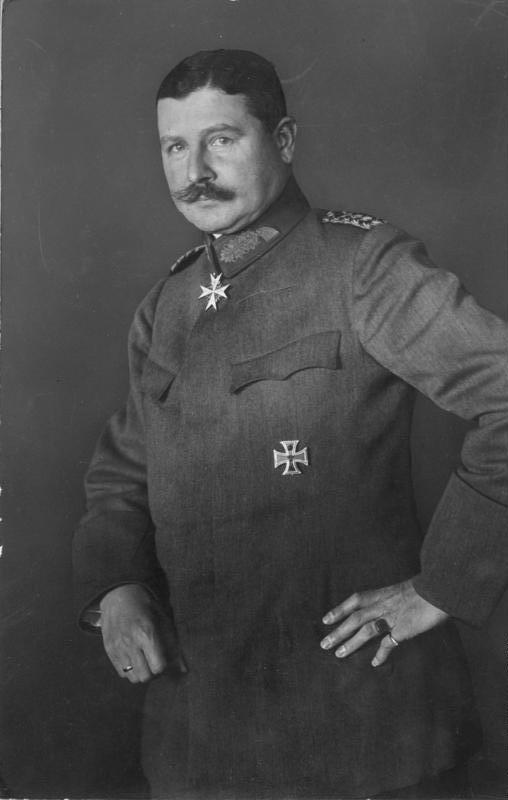
Groener en mayo de 1916, en su época como jefe del Departamento de Transporte del Estado Mayor.

Groener sirvió con distinción como jefe del Departamento de Transporte del Estado Mayor y director de la Oficina de Producción Bélica (Kriegsamt).

## Groener en Ucrania
Tras la Revolución de Octubre bolchevique, el Gobierno autónomo ucraniano, controlado por socialistas moderados, comenzó a tratar de separarse de Rusia. En las conversaciones de paz de Brest-Litovsk, la delegación ucraniana recibió el consejo del representante militar alemán (general Hoffman) de solicitar ayuda. La Rada, presionada por los bolcheviques, que habían forzado la evacuación de Kiev, recibió el texto de la petición oficial del propio general Hoffman al tiempo que se imprimía ya en Berlín. Sin comunicación con el Gobierno, fueron los representantes ucranianos en Brest-Litovsk los que tuvieron que aceptar el ofrecimiento alemán. Inmediatamente se enviaron tropas para rechazar al Ejército Rojo.
Con la idea de hacerse con las existencias de cereal ucraniano antes de que se instalasen en Kiev los representantes austrohúngaros, Ludendorff despachó a Groener el 28 de febrero de 1918, tras una reunión en la que se le instruyó en su nueva misión. El 4 de marzo de 1918, llegó a la capital ucraniana y el 28 se lo nombró jefe del Estado Mayor del grupo de ejércitos destinado en Ucrania.

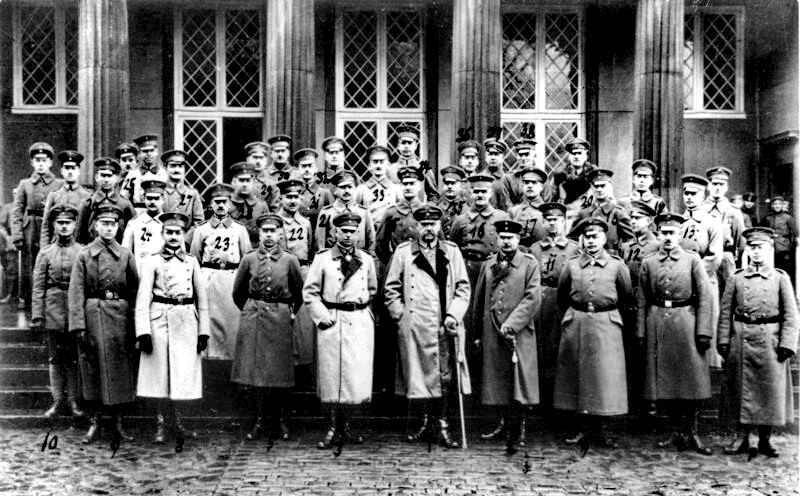
Greoner, cuarto por la derecha en la primera fila, junto al mariscal paul von Hindenburg y otros miembros del Estado Mayor alemán, en vísperas de la derrota en la Primera Guerra Mundial, en noviembre de 1918.

Por su parte, Groener admitía su total desconocimiento del país del que iba a ser nombrado primero jefe de la Delegación del Reich para Ucrania y, más tarde, embajador extraordinario y plenipotenciario.
Groener consideraba la ocupación de Ucrania principalmente como método de aliviar el bloqueo económico aliado. La obtención de materias primas y alimentos, muy necesarios y escasos ya en 1918, debía dirigir la política en Ucrania. Este objetivo económico definía el político: la estabilización del gobierno de manera que la colaboración con Alemania fuese la mejor posible. También indicaba que, en caso de que el gobierno del momento no fuese capaz de cumplir las expectativas de aportación económica, podría ser sustituido sin contemplaciones.
Así sucedió el 29 de abril de 1918, cuando el golpe de Estado del general Pavló Skoropadski fue apoyado por los alemanes, que llevaban cierto tiempo conspirando contra el Gobierno. La Rada había sido incapaz de satisfacer las exigencias de aquellos. Groener se había mostrado ya anteriormente contrario a tratar al Gobierno ucraniano como un igual y dispuesto a adoptar medidas extraordinarias (como la pena de muerte) para asegurar el envío de suministros a Alemania. Para Groener la escasez de tropas excluía la posibilidad de una administración directa alemana, pero el Gobierno nacional debía simplemente servir como fachada para un control total por parte de Alemania.
Dado el servilismo del hetmán hacia la administración alemana, pudo contar con su apoyo hasta la derrota de las Potencias Centrales. A pesar de la cooperación de la nueva administración, Groener tuvo que enfrentarse con una resistencia cada vez mayor de la población, especialmente del campesinado que sufría las requisiciones para abastecer a Alemania y Austria-Hungría. Esta resistencia forzó a los alemanes a mantener un número considerable de tropas en un país teóricamente favorable y en paz.

## El ideario de Groener
En sus periodos de poder político, sobre todo al comienzo de la posguerra y a finales de los años veinte y comienzos de la década de los treinta, Groener se guio por dos preceptos fundamentales: la importancia de mantener la unidad de Alemania y la convicción que era tarea del ejército velar por esa unidad. Sin ser un demócrata y aún desconfiando de los políticos y de los partidos, estaba dispuesto a aceptar la república y la democracia siempre que las dos premisas se respetasen. Para ello se esforzó en mantener una autonomía prácticamente total del ejército frente al gobierno.
Políticamente perteneció a la derecha reaccionaria, siendo partidario de un gobierno de tecnócratas y de un ejército «apolítico» (nacionalista), pero mantuvo, a diferencia de gran parte de la oficialidad, su lealtad a la república.

## El salvador del ejército profesional
Groener sucedió a Ludendorff como adjunto al jefe del Estado Mayor en el delicadísimo momento de la derrota alemana. Consiguió convencer al emperador Guillermo de no oponer resistencia a la revolución democrática que sucedía en noviembre en Berlín.
El 10 de noviembre de 1918 llegó al acuerdo secreto con el presidente socialdemócrata  Ebert por el que este se comprometía  a mantener la autonomía del ejército y a oponerse a los Consejos de Soldados a cambio del apoyo del ejército a la república.
En junio de 1919, apoyó la aceptación de las exigencias aliadas plasmadas en el tratado de paz al considerar, al contrario que muchos miembros de las fuerzas armadas, que la resistencia era descabellada y llevaría a Alemania a la invasión y la guerra civil.
Se retiró a finales de 1919 y no tuvo contacto con la administración del ejército durante la reforma de Seeckt.

## Ministro de Defensa
Fue encargado del Ministerio de Defensa entre 1920 y 1923; abandonó el puesto con la caída del gabinete Cuno. Durante su ejercicio, promovió la unificación de los ferrocarriles alemanes (había sido director de los ferrocarriles militares durante la guerra), lo que acabaría dando lugar a la fundación de la compañía nacional de ferrocarriles Deutsche Reichsbahn (DR) en 1920.

## El regreso de Groener

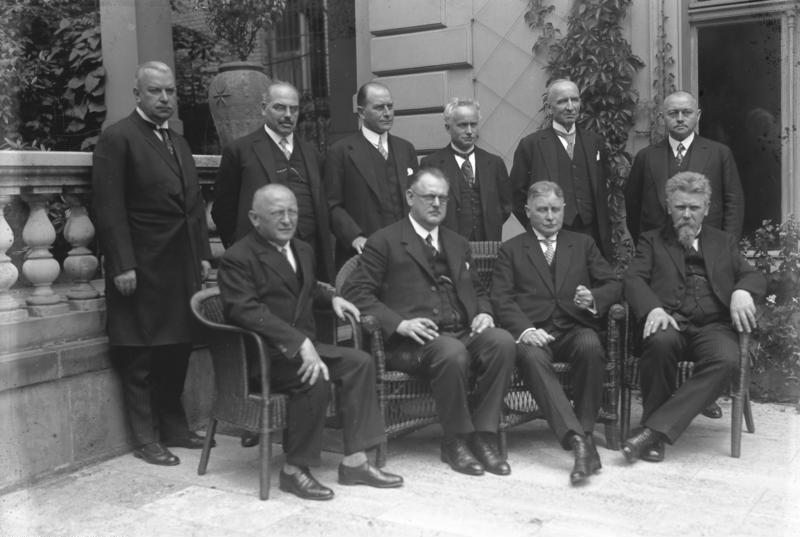
Groener, tercero por la izquierda en la primera fila, a la derecha del canciller Hermann Müller, junto con sus colegas de gabinete en 1928.

Tras la dimisión del ministro de Defensa tras una investigación de las finanzas del Ejército que dejó en evidencia graves irregularidades en 1928, Groener fue nombrado nuevamente ministro. Dos razones principales aconsejaron su nombramiento: la preferencia del presidente Hindenburg por un militar al frente del ministerio y la necesidad de un candidato aceptable a los socialdemócratas ante la clara importancia que iban a lograr en las próximas elecciones.
A los seis meses de su nombramiento, la victoria de los socialdemócratas les devolvía al gobierno en un gabinete de coalición. El canciller Müller mantuvo a Groener en su cargo. Durante sus primeros dos años en el cargo, la principal preocupación de Groener fue lograr el apoyo de los socialdemócratas a los gastos extraordinarios del programa de construcción de los nuevos «acorazados de bolsillo».

## El ministro de Brüning
Con la muerte del conciliador Stresemann y ante el empeoramiento de la situación económica, la cooperación entre el SDP y los partidos de centro derecha en el gobierno se hizo cada vez más difícil. Ante esta coyuntura, Groener, junto con Schleicher, fue desarrollando la idea de un nuevo gobierno de tecnócratas que se apoyasen en el poder del presidente para gobernar en bien del país, dejando de lado los partidos políticos. Un país cada vez más desesperado apoyaría al nuevo gobierno. Heinrich Brüning, presidente del católico Partido de Centro parecía la persona adecuada para encabezar semejante gobierno: contaría con el apoyo de su partido en el parlamento, del presidente como antiguo militar, con el de los industriales gracias a su ortodoxia económica y, con suerte, de parte del derechista DNVP, partidario de un gobierno fuerte.

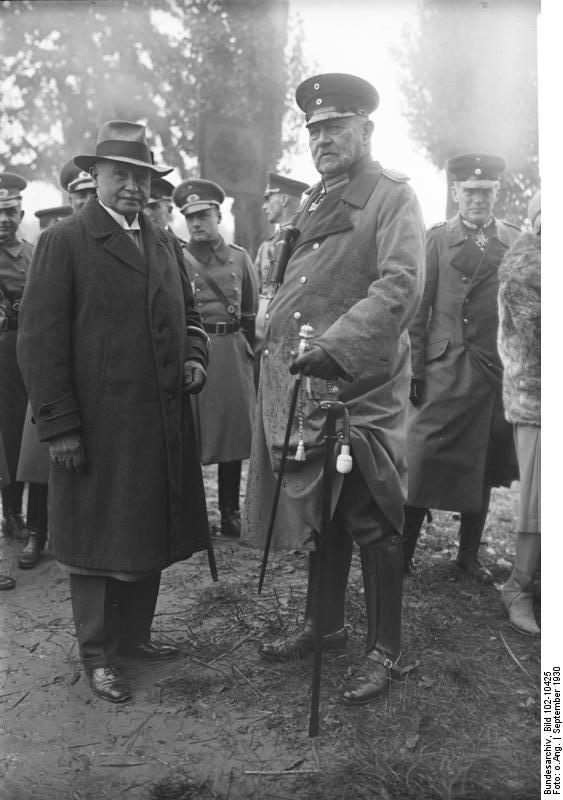
Groener junto al anciano presidente de la república, el mariscal Paul von Hindenburg.

Ese gobierno fue el que tomó posesión, con Brüning al frente, en marzo de 1930, tras la caída de la coalición. Groener mostró desde el princicpio su entusiasmo y lealtad al nuevo canciller, creyendo firmemente en su capacidad de manejar al parlamento y sacar al país de la crisis.
Ante los problemas en el parlamento, el gobierno decidió solicitar el apoyo de la nación a través de elecciones en septiembre de 1930. Fue un fracaso. Los nazis se convirtieron en el segundo partido tras los socialdemócratas, de los que dependía el Gobierno para tener mayoría en el Parlamento. El gobierno fuerte no lo era en absoluto. 
Mientras, aumentaba la amenaza nazi, sobre todo a través de su organización paramilitar, las SA, cada vez más numerosa y responsable de gran parte de la violencia callejera creciente. Groener estaba convencido de que, más pronto que tarde, el gobierno se vería obligado a actuar contra los nazis. Sin embargo, y a pesar de ser también ministro de interior desde octubre de 1931, fue postergando el enfrentamiento. Por un lado, veía difícil convencer a Hindenburg para que disolviese la Stahlhelm, paso necesario si deseaba prohibir las SA sin ser acusado de partidismo. Por otro, ciertos oficiales veían cada vez con mejores ojos a las SA, como fuente de reclutas para un futuro ejército sin las restricciones de Versalles. Groener deseaba, asimismo, sustituir las SA por alguna otra organización de carácter nacionalista que inculcase los valores militares a los jóvenes que ahora se veían atraídos hacia la organización nazi. Como alternativa, se planteó el aumento del ejército, que el canciller propuso en el extranjero.
Ante las protestas de los gobiernos regionales por la falta de acciones contra las SA, principalmente del importante Gobierno socialdemócrata de Prusia, del que dependía el nacional, Groener no hizo nada. Esto se debía en parte a consideraciones políticas: dada la falta de resultados de la política exterior del canciller y la cercana elección presidencial que podía conllevar graves desórdenes, el canciller decidió tratar de lograr el apoyo de Hitler para prorrogar el mandato de Hindenburg. No convenía pues llevar a cabo acción alguna que pudiese contrariar a Hitler, como la prohibición de las SA. Las negociaciones fracasaron de todas formas.
Ante el descubrimiento por la policía prusiana de un plan de las SA para tomar el poder, los länder dieron un ultimátum a Groener: o el Gobierno nacional reprimía a las SA o lo harían las regiones. Groener hubo de comprometerse a disolver las SA y las SS por decreto presidencial de emergencia una vez pasadas las elecciones de marzo.
Tras conseguir con cierto esfuerzo el apoyo el presidente, se promulgó el decreto el 13 de abril de 1931. Al día siguiente Schleicher, que no se había mostrado favorable a la acción del gobierno, comunicó a Groener el descontento del ejército, quien se sorprendió por la falta de apoyo. El 16 de abril de 1931 recibió una carta del presidente quejándose por el trato de favor hacia la Reichsbanner, que se publicó a la vez en los periódicos. Groener descubrió con incredulidad que la información que cita el presidente procede de un departamento que depende directamente de Schleicher y la ha obtenido de otro de sus subordinados al que suponía entre sus partidarios, Hammerstein. Inmediatamente se desencadenó una campaña de desprestigio en su contra entre los oficiales. Ante la presión creciente y no deseando ser un lastre para el canciller, dimitió de su cargo el 13 de mayo de 1932. A finales del mismo mes, el canciller se veía obligado a dimitir también.
Libres ya de Groener, los partidarios del compromiso con los nazis en el ejército con Schleicher a la cabeza lograron la revocación de la prohibición de las SA en junio y la intervención ilegal del gobierno de Prusia en julio.

### El error de Groener
Groener cometió el error de pensar que su influencia en el ejército era igual a la que había disfrutado inmediatamente tras la guerra. Pensó que Hindenburg seguiría sus consejos como había hecho en Spa al final de la contienda y que sus subordinados le eran completamente leales. Al futuro canciller Schleicher, notorio intrigante, le consideraba su «hijo adoptivo» y le nombró enlace entre el ejército y los ministerios civiles.